# Justus Christian Braun
Die Gießerei Justus Christian Braun wurde 1845 in Nürnberg gegründet und spezialisierte sich ab etwa 1860 auf Feuerlöschgeräte. Aus ihr gingen die Nürnberger Feuerlöschgeräte- und Maschinenfabrik vorm. Justus Christian Braun AG (1890–1911) bzw. die Justus Christian Braun-Premier-Werke AG (1911–1919) hervor, die auch im Fahrzeugbau tätig waren. Damit ist Braun einer der Ursprünge der FAUN-Werke, aus denen wiederum die heutigen Unternehmen Tadano FAUN GmbH in Lauf an der Pegnitz und FAUN Umwelttechnik GmbH & Co. KG in Osterholz-Scharmbeck hervorgingen.

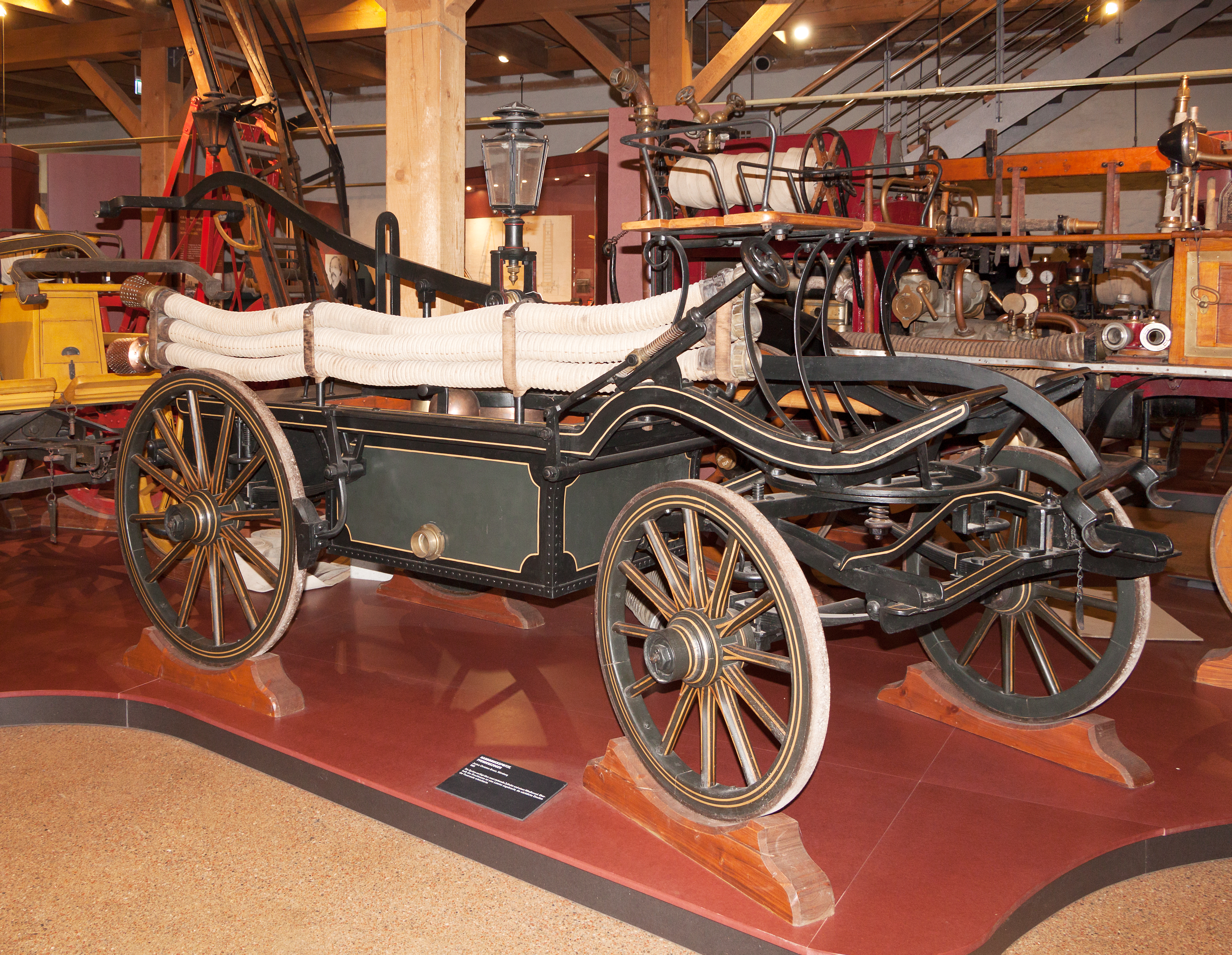
Pferdegezogene Handdruckspritze aus dem Jahr 1865 von Justus Christian Braun

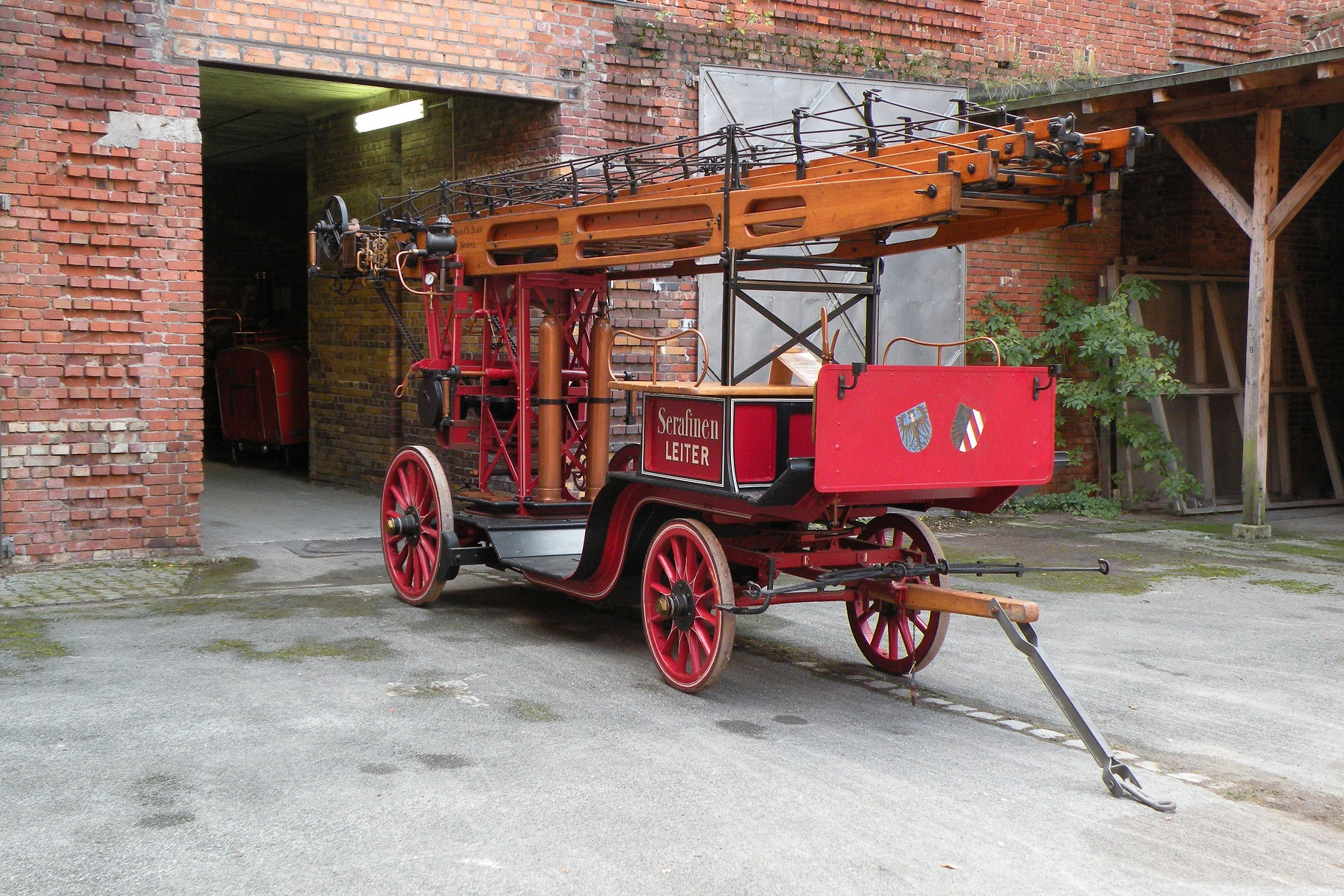
Serafinenleiter der Berufsfeuerwehr Nürnberg

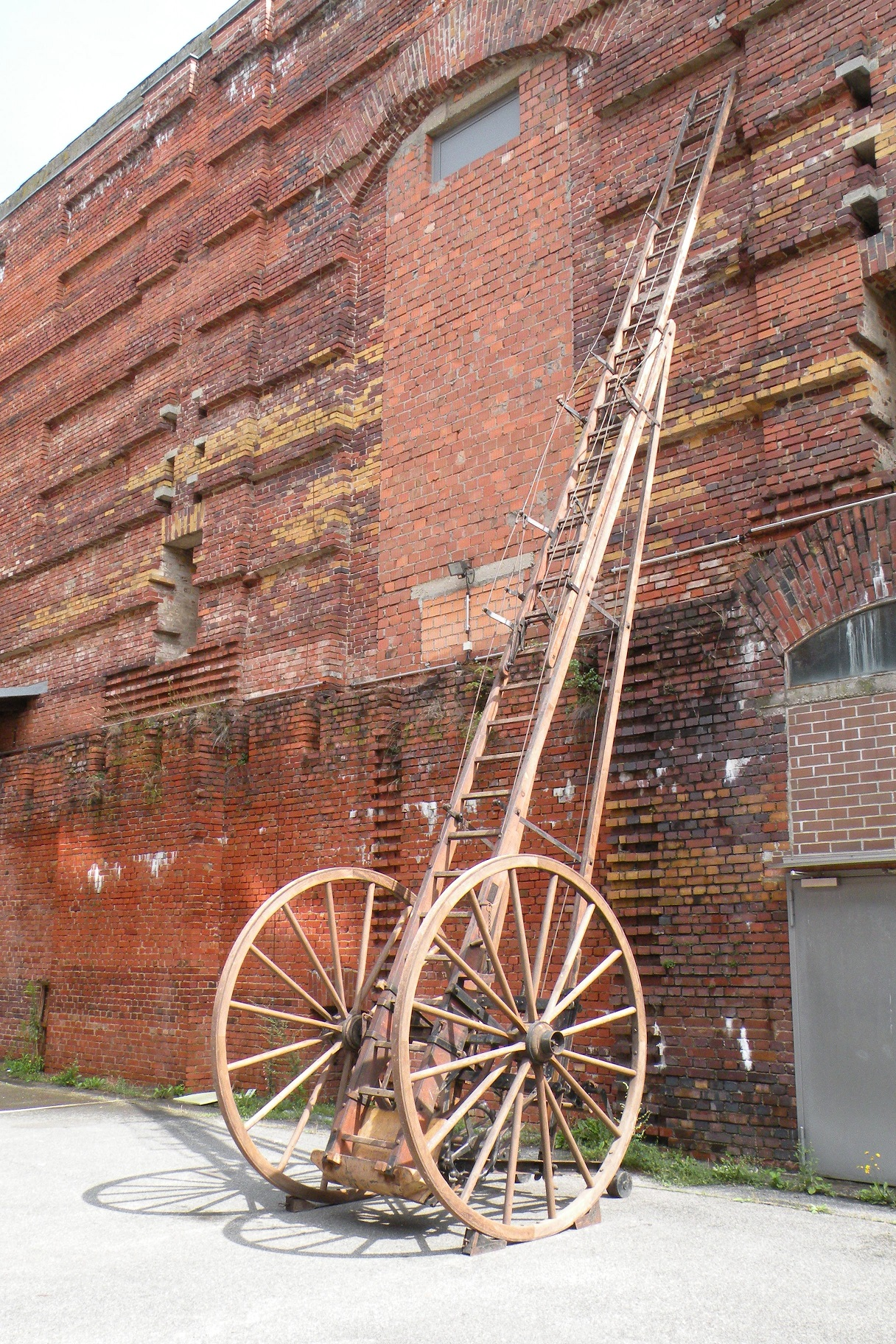
Balanceleiter der Freiwilligen Feuerwehr Unterfarrnbach (Exponat des Feuerwehr-Museum Nürnberg)

## Geschichte
Justus Christian Braun (* 28. Februar 1814; † 18. Mai 1878) gründete 1845 eine Rotgießerei in Nürnberg. Der Betrieb stellte ursprünglich Messinggusserzeugnisse aller Art her, darunter auch Glocken. Um 1860 begann eine Spezialisierung auf Feuerlöschgeräte (Feuerspritzen), mit denen Braun bald große Erfolge erzielte.
1890 wandelten Brauns Söhne Christian Sigmund und Johann Friedrich Emanuel das gewachsene Familienunternehmen unter der Firma Nürnberger Feuerlöschgeräte- und Maschinenfabrik vorm. Justus Christian Braun in eine Aktiengesellschaft um.
Ab 1906 wurden motorgetriebene Feuerlöschfahrzeuge und andere Nutzfahrzeuge gebaut. 1909 wurde die insolvente Maurer-Union übernommen, seitdem waren auch Personenkraftwagen im Angebot. 1911 geriet das Unternehmen in finanzielle Schieflage und konnte nur durch den Einstieg des mit einer Niederlassung in Nürnberg-Doos ansässigen britischen Fahr- und Motorradherstellers The Premier Cycle Company Ltd. gerettet werden, daraus entstand die Justus Christian Braun-Premier-Werke AG.
Bereits 1913 musste das Unternehmen dennoch Konkurs anmelden und wurde bis zum Ende des Ersten Weltkriegs durch einen Konkursverwalter geführt. Ende 1913 wurde ein wesentlicher Teil des Unternehmens an die Nürnberger Feuerlöschgeräte-, Automobillastwagen- und Fahrzeugfabrik Karl Schmidt verkauft, die 1917 mit der Fahrzeugfabrik Ansbach AG zur Fahrzeugfabriken Ansbach und Nürnberg AG, seit 1920 kurz FAUN-Werke AG, fusionierte.

## Produktion
Neben Feuerlöschgeräten, Feuerlöschfahrzeugen und anderen Nutzfahrzeugen wurden ab 1909 auch Personenkraftwagen gefertigt. Zunächst wurden die von der Maurer-Union übernommenen Reibradwagen noch etwa ein Jahr lang weiter gebaut.
1911 brachte das Unternehmen große Wagen eigener Konstruktion unter dem Namen Kaiserwagen heraus. Es gab einen 6/18-PS-Typ (1500 cm³, 18 PS / 3,2 kW) mit Vierzylindermotor und einen 70-PS-Phaeton mit Sechszylindermotor. Die Stückzahlen blieben allerdings gering.
1913 erschien ein Kleinwagen, der Premier 4/12 PS. Sein Vierzylindermotor leistete bei 1,0 l Hubraum 12 PS (8,8 kW) und trieb über ein Dreiganggetriebe die Hinterräder an. Der Wagen erreichte eine Höchstgeschwindigkeit von 70 km/h und kostete 3.565 Mark.